# Richard Wolffenstein
Richard Wolffenstein, né le 21 août 1864 et mort le 5 juin 1926, est un chimiste allemand.
Il est célèbre pour sa découverte du peroxyde d'acétone, qu'il synthétise à partir d'acétone et de peroxyde d'hydrogène en 1895.
La réaction de Wolffenstein-Bötters, qu'il découvre en 1913, est une méthode alternative de production d'explosifs.